# ナワーフ・アル＝アフマド・アル＝ジャービル・アッ＝サバーハ
ナワーフ・アル＝アフマド・アル＝ジャービル・アッ＝サバーハ（アラビア語: نواف الأحمد الجابر الصباح, ラテン文字転写: Nawwāf al-Aḥmad al-Jābir al-Ṣabāḥ, ナウワーフ・アル＝アフマド・アル＝ジャービル・アッ＝サバーフ、1937年6月25日 - 2023年12月16日）は、第16代クウェート首長。父は第10代クウェート首長のアフマド・アル＝ジャービル・アッ＝サバーハ。異母兄であるサバーハ・アル＝アフマド・アル＝ジャービル・アッ＝サバーハの死後、首長の座を継承。
ファーストネームのアラビア語発音はナウワーフ（Nawwāf すなわち Nauwāf）だが、日本語ではナワーフまたはナッワーフとも表記されることが多い。

## 経歴
兄弟にはザハーハ、第13代クウェート首長ジャービル、ファハドらがいる。第14代クウェート首長サアドははとこにあたる。
1994年10月16日にクウェート国家警備隊の副長官に就任し、2003年には副首相兼内務大臣に任命された。2006年2月7日に太子として、継承者に指名された。しかし、この指名はサーリム家とジャービル家から交互に首長を輩出するという慣例に反していた。
2020年に異母兄のサバーハ4世が薨去して、翌日に即位した。
2022年7月24日には異母弟であるミシュアル皇太子がナワーフの息子アフマドを首相に任命した。しかし半年後の2023年1月23日、個人債務を救済する法案の成立を要求する議会との対立が鮮明化したためアフマドは首相辞任を表明し、ナワーフは26日にこれを承認する首長令を発令した。
2023年12月16日、同年11月に体調不良のため入院していた病院にて死去した。86歳没。